# Apisa fontainei
Apisa fontainei är en fjärilsart som beskrevs av Sergius G. Kiriakoff 1959. Apisa fontainei ingår i släktet Apisa och familjen björnspinnare. Inga underarter finns listade i Catalogue of Life.